# Ilybius guttiger
Ilybius guttiger är en skalbaggsart som först beskrevs av Leonard Gyllenhaal 1808.  Ilybius guttiger ingår i släktet Ilybius och familjen dykare. Arten är reproducerande i Sverige. Inga underarter finns listade i Catalogue of Life.

## Bildgalleri

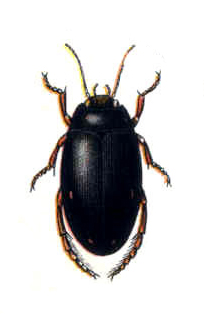
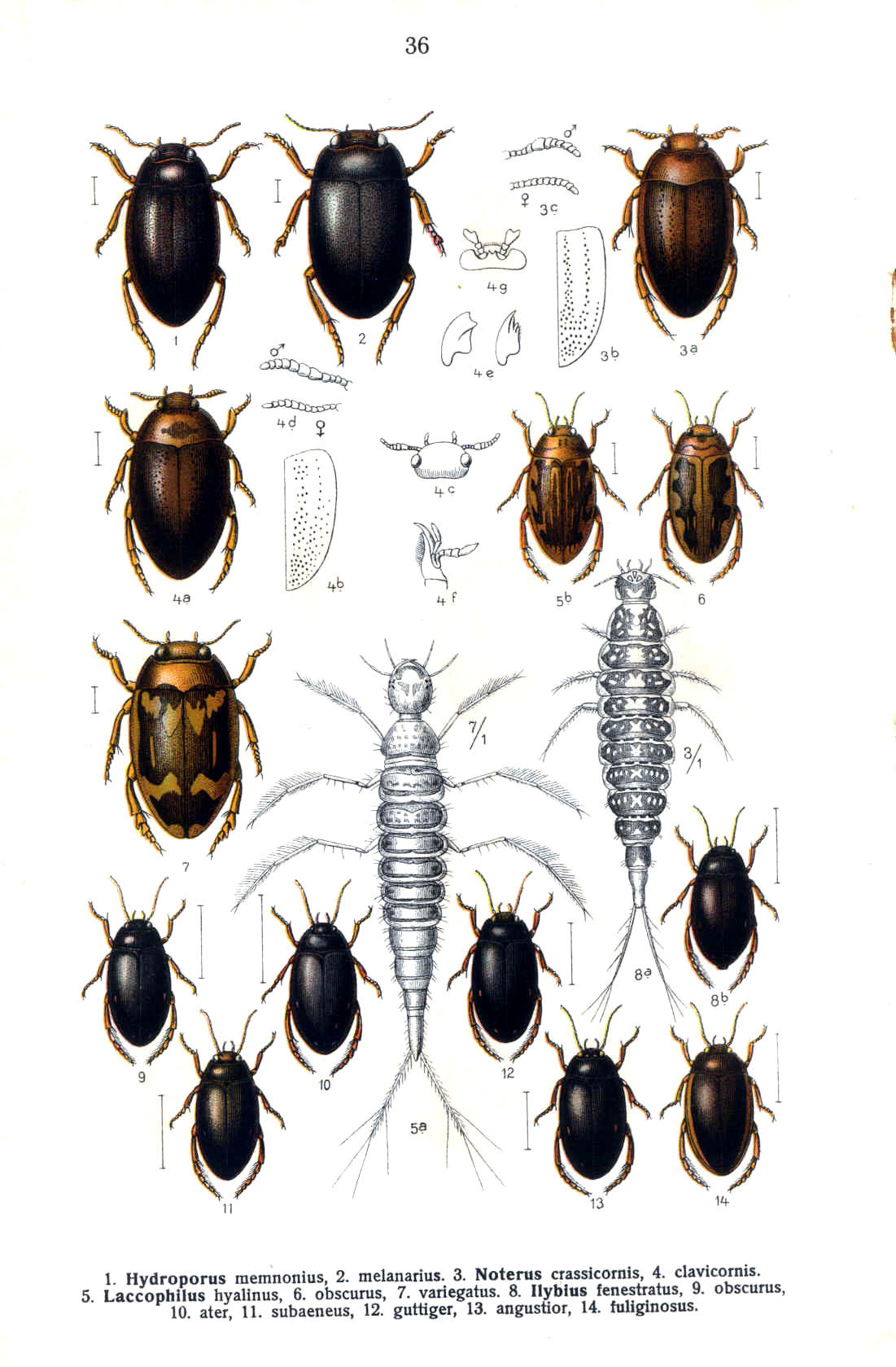